# 范成良
范成良（越南语：／，1988年9月10日—），越南足球运动员，司职中场为越南国家足球队队员。
范成良是一名越南足球运动员，现效力于越南足球俱乐部河内队。司职中场，技术特点：盘带精准，突破犀利，远射能力强。范成梁在2014年东南亚锦标赛小组赛对阵菲律宾队时，打进一脚技惊四座的世界波。
范成良分别于2009年，2011年和2014年荣获越南足球先生称号。
2016年东南亚锦标赛半决赛第二回合，越南被印度尼西亚队淘汰无缘决赛，范成良宣布退出越南国家足球队。